# サル・レイ島
サル・レイ島（ポルトガル語、Ilhéu de Sal Rei）とは、アフリカ大陸のすぐ西の大西洋上に存在するバルラヴェント諸島を構成する、小さな島の1つである。

## 概要

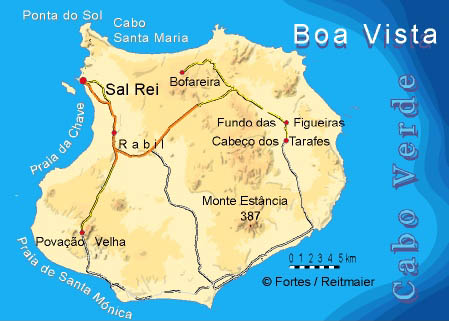
ボア・ヴィスタ島の全島と周辺の地図。ボア・ヴィスタ島の北西部にサル・レイの町があり、そのすぐ西の海上に存在する小さな島がサル・レイ島である。

サル・レイ島は、おおよそ北緯16度10分、西経22度56分に位置しており、ここはカーボベルデに属している。カーボベルデの島の中で第3位の面積を持つボア・ヴィスタ島の北西部に形成された、同島の中心都市であるサル・レイの町から見ると、南西に1キロメートル弱の海上にサル・レイ島が存在している。島の形状は、北西方向と南東方向に細長く、その長さは約1,880メートルほどであるのに対して、幅は最大でも数百メートル程度でしかなく、その面積は1平方キロメートルにも満たない。この島は無人であり、島内で標高が最も高い場所でも約24メートルほどでしかないが、ポンタ・デ・エスクマという灯台が設置されている。

## 歴史
この島の南端部にポルトガルの砦がかつて存在した。この砦は1818年に海賊の襲撃を受けたことで知られている。

## ギャラリー

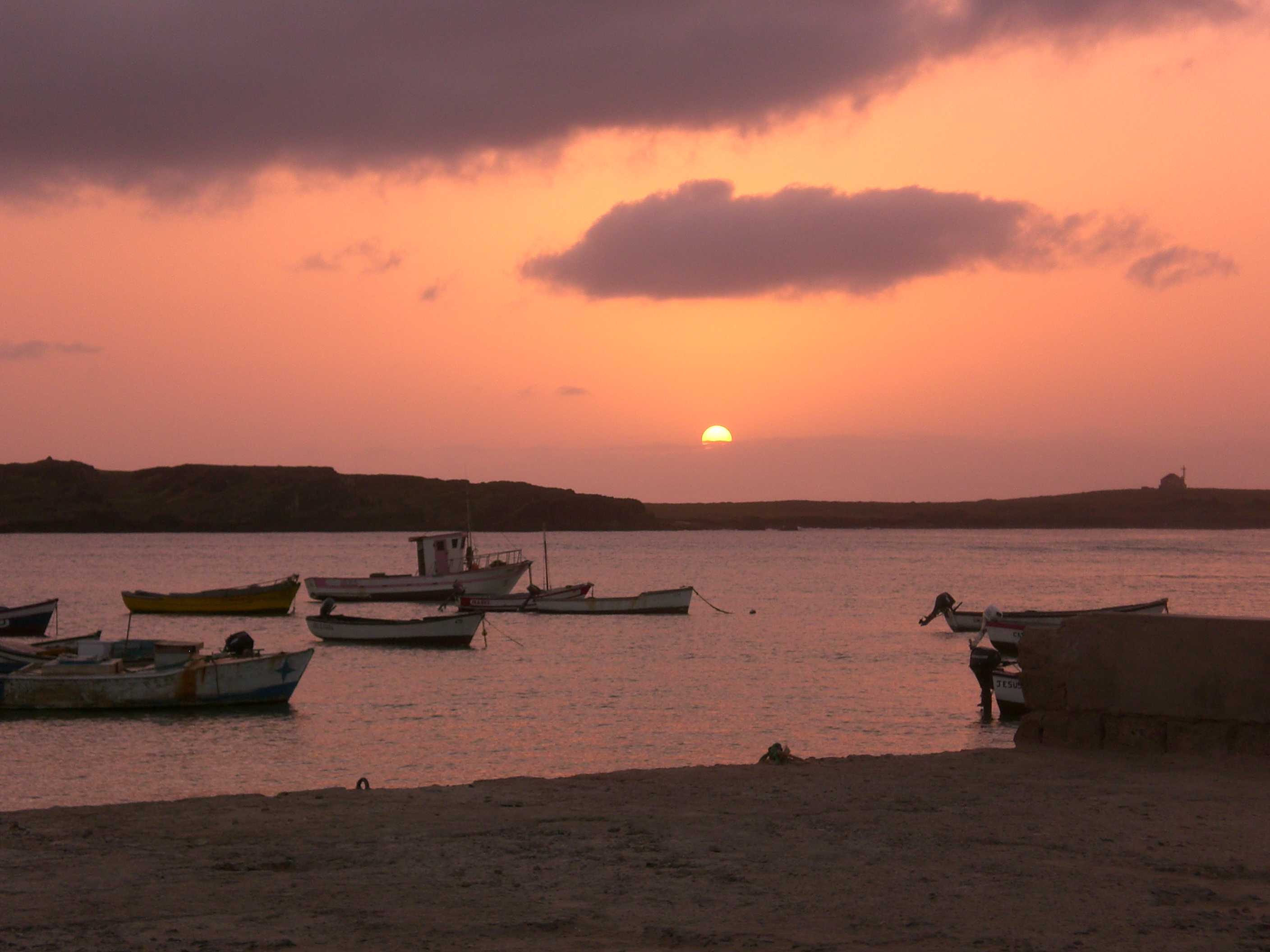
サル・レイの町から見た夕日。ちょうどサル・レイ島の方へと沈んでゆく。